# Теорія суб'єктивної очікуваної корисності
Теорія суб’єктивної очікуваної корисності – одне з розгалужень сучасної теорії корисності або теорії прийняття рішень, була запропонована Л. Севіджем в 1954 р. У своїх наукових пошуках Севідж спирався на дослідження попередників, зокрема Дж. фон Неймана та О. Моргенштерна які розробили теорію очікуваної корисності.

## Основні положення
Основою теорії суб’єктивної корисності є два припущення:

По-перше індивідуальна функція корисності блага для кожного індивіда

По-друге персональний розподіл імовірності (на основі байєсівської теорії імовірності)

Л. Севідж стверджував, що за умов дотримання раціональності, для індивіда який оцінює можливий результат {\displaystyle x_{i}} з корисністю {\displaystyle u(x_{i})} та оцінює імовірність появи результату {\displaystyle x_{i}} як {\displaystyle P(x_{i})}, де Р(.) – індивідуальна функція  розподілу імовірності. В такому випадку корисність від лотереї можна представити у вигляді:

{\displaystyle U=\sum _{i=1}^{n}P(x_{i})U(x_{i})}

## Переваги та недоліки
Беззаперечною перевагою теорії суб'єктивної очікуваної корисності є те, що різні індивіди можуть робити різний вибір серед ідентичних альтернатив керуючись різними значеннями індивідуальної функції корисності або індивідуальної функції розподілу імовірності. Неважко помітити, що функціонал моделі Севіджа є практично ідентичним лінійному функціоналу корисності фон Неймана - Моргенштерна, а при {\displaystyle P(x_{i})=p_{i}} теорія суб'єктивної очікуваної корисності редукується до теорії очікуваної корисності. Відповідно, критика теорії очікуваної корисності зачепила і теорію Севіджа. Зокрема емпіричні дані отримані М. Аллє та мисленнєвий експеримент проведений Д. Еллсбергом, що пізніше отримали назву  парадоксу Аллє та парадоксу Еллсберга, показали, що більшість індивідів діють всупереч положенням теорії суб'єктивної очікуваної корисності.